# Antonio Miglietta (médecin)
Antonio Miglietta, né le 8 décembre 1767 à Carmiano et mort le 20 août 1826 à Naples, est un médecin et physiologiste italien

## Biographie
Antonio Miglietta est né à Carmiano, en Terre d'Otrante dans le royaume de Naples. Après avoir fait son cours de collège à Lecce, il alla étudier la médecine à Naples où il a comme professeurs Domenico Cotugno et Antonio Sementini. Il obtint ensuite une place de médecin à l’hôpital St-Jacques ; mais un concours s’étant ouvert peu après pour une chaire à l’Université de Lecce, il saisit avec empressement cette occasion de rentrer dans une ville où il avait passé sa première jeunesse et qui était voisine de son pays natal. L’ayant emporté sur tous ses compétiteurs, il justifia le choix qu’on avait fait de lui par de savantes leçons sur la physiologie. Cependant le désir d’étendre ses connaissances le fit bientôt revenir à Naples, où il ouvrit un cours particulier qui attira de nombreux auditeurs et qu’il résuma plus tard dans son Cours d’études médicales. On reproche à Miglietta d’y avoir adopté sans examen les idées de Charles-Louis Dumas sur la physiologie ; mais la partie hygiénique est traitée avec talent, et fait regretter que la partie relative à la matière médicale n’ait pas été terminée, il traduisit peu de temps après l’ouvrage de Fodéré sur la médecine légale, avec des notes et des modifications exigées par la législation du pays. Miglietta contribua puissamment à l’introduction de la vaccine qui, malgré les encouragements de Ferdinand Ier, rencontra d’abord à Naples la plus vive opposition. Nommé secrétaire perpétuel du comité central de vaccine, il entreprit de convaincre par des faits, et publia dans ce but un écrit périodique intitulé d’abord Transunto medico, puis Fascicoli vaccinici. Miglietta fut en récompense de ses services nommé proto-médecin du Royaume et professeur d’histoire médicale à l’Université de Naples. Il fonda quelque temps après le Giornale medico napolitano, dans lequel il inséra beaucoup d’articles. Ce médecin mourut à Naples le 20 août 1826.